# 国土防衛従軍章

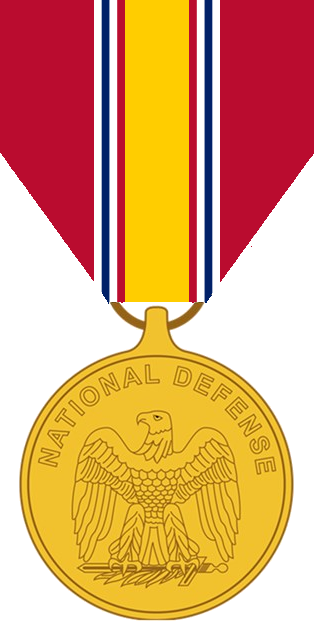

国土防衛従軍章（National Defense Service Medal）は、1953年に大統領ドワイト・D・アイゼンハワーによって創設されたアメリカ軍の勲章。1950年から2022年までの期間に、武力紛争または国家非常事態の4つの特定期間のいずれかに従軍したアメリカ軍の全ての軍人に授与される。

## 歴史
1950年から2022年までの期間に、朝鮮戦争（1950年～1954）、ベトナム戦争（1961年～1974年）、湾岸戦争（1990年～1995年）、対テロ戦争（2001年～2022年）の4つのいずれかに従軍したアメリカ軍の全ての軍人に授与される。

### 設立
ドワイト・D・アイゼンハワーによって発令された大統領令10448号にて設立された。国土防衛従軍章は当初朝鮮戦争に従軍したすべての軍人を表彰するために設立され、戦地に赴かなかった軍人も含まれている（戦地に赴いた軍人には、1950年にハリー・S・トルーマンによって制定された朝鮮戦争従軍章が授与された）。当初、国土防衛従軍章の授与は現役兵に限定され、朝鮮戦争が始まった1950年6月27日まで遡って授与された。

### デザイン
国土防衛従軍章のデザインは、アメリカ陸軍に依頼された。1953年5月26日、T.H.ジョーンズが考案したデザインが、アメリカ陸軍参謀本部に提出された。国防総省が任命した全軍の代表者を含む委員会が1953年5月27日と6月3日に開かれ、ジョーンズのデザインが最終承認された。剣とオリーブの枝を持った鷲（表面）と、合衆国の紋章の盾（裏面）が、合衆国の防衛を象徴するものとされた。

### 受章資格の変更
1966年（大統領令11265号）、1991年（大統領令12776号）および2003年（大統領令13293号）に発令された大統領令によって、国土防衛従軍章の受章資格は拡大された。

## 有資格期間
国土防衛従軍章は、以下の期間に従軍した現役の米軍兵士および選抜予備役であれば、勤続年数に関係なく、海外勤務や戦闘勤務を要件とせず授与される。
| 戦役         | 開始          | 終了           |
| ------------ | ------------- | -------------- |
| 朝鮮戦争     | 1950年6月27日 | 1954年7月27日  |
| ベトナム戦争 | 1961年1月1日  | 1974年8月14日  |
| 湾岸戦争     | 1990年8月2日  | 1995年11月30日 |
| 対テロ戦争   | 2001年9月11日 | 2022年12月31日 |

## 追加授与
国土防衛従軍章の追加授与は、対象となる期間のうち2つ以上に従事した軍人に認められている。各追加章は、リボンに付けられた3/16インチの銅星で示される。同じ期間に再入隊したり、兵科間を異動しても2回目の勲章とはならない。
2つの国土防衛従軍章（すなわち朝鮮戦争とベトナム戦争の両方）を授与されたアメリカ陸軍の兵士は、（他の兵科が行っているように）星ではなく、オークリーフの房をリボンに付けるようになった。
3つの国土防衛従軍章を授与されるのは稀で、1954年から1990年、または1974年から2001年の期間を含む、少なくとも36年間の軍務期間が必要となる。2022年現在、最大4つの国土防衛従軍章の受章者は、1954年から2001年までの期間を含め、少なくとも47年間の軍務期間を持つことになる。
3/16インチの銅星が付いた国土防衛従軍章リボン
| 1回の受章：略綬のみ                                 |
| 2回の受章：銅星1個                                  |
| 3回の受章：銅星2個                                  |
| 4回の受章：銅星3個                                  |
| 5回の受章：銅星4個 （2022年現在授与された例はない） |